# WS-Interoperability
WS-Interoperability (WS-I, vollständiger Name WS-Interoperability Organization) war eine Gruppe von Industriepartnern zur Vereinheitlichung von Webservice-Standards. Das Ziel war es, Webservice-Interoperabilität zwischen verschiedenen Plattformen zu erreichen. Die WS-I erstellte sogenannte Profile für existierende Spezifikationen. Neben den Profilen stellt WS-I Referenzimplementierungen und Testprogramme zur Verfügung. Auch wenn die WS-I in ihrem Namen ein WS führte, so waren ihre Dokumente nie Teil des großen Standards WS-*. Das Konsortium WS-I löste sich 2010 auf und übertrug die Weiterentwicklung der Dokumente an Organization for the Advancement of Structured Information Standards (OASIS).

## Profile
Es haben sich aus unterschiedlichen Interessen und spezifischen Aufgabenstellungen eine Vielzahl von Webservice-Spezifikationen entwickelt (siehe WS-*). So nutzt jeder nur einen Teil der Spezifikationen, die quasi auch noch selbst beliebig interpretiert werden können. „Profiles“ fügen nun Randbedingungen ein, die die interoperable Nutzung der Webservice-Spezifikationen ermöglichen. Dabei ist die Grundstruktur der Profile stets die gleiche, und sie schränkt immer nur bestehende Spezifikationen ein und weicht Bedingungen nie auf, so dass eine Rückwärtskompatibilität immer gewährleistet ist.

### Wichtige Profile
- WS-I Basic Profile 1.0a
- WS-I Basic Security Profile 1.0
- WS-I Attachment Profile 1.0